# Marley (Maidstone)
Pour les articles homonymes, voir Marley.
Marley est un village du Kent, en Angleterre.